# Nuovo trattato d'agricoltura di Cosimo Trinci Pistojese e di altri illustri scrittori
Nuovo trattato d'agricoltura di Cosimo Trinci Pistojese e di altri illustri scrittori moderni, nel quale si contengono il Trattato delle stime dei beni stabili del suddetto autore; l'idea del nuovo metodo di agricoltura inglese del abb. Antonio Genovesi; la guida sicura del governo delle api in tutto il corso dell'anno di Daniele Wildman inglese; con le annotazioni di Angelo Contardi veronese; il Saggio sopra le patate di Antonio Campini; il Saggio sopra il sainfoin, compilato dall'articolo dell'Enciclopedia; e per ultimo il Nuovo metodo adattato al clima d'Italia per coltivare gli annanas senza fuoco, di Francesco Brochieri giardiniere. Opera che serve di continuazione all'Agricoltura sperimentato del detto Trinci. Aggiungetevi per più facile intelligenza alcune figure in rame. L'autore principale di quest'opera è Cosimo Trinci (...-1756), mentre gli altri illustri scrittori sono: Genovesi Antonio, Campini Antonio, Wildman Daniel, Contardi Angelo, Brochieri Francesco. Pubblicata in Italia nel 1778. Editore: in Venezia: Giovanni Gatto.

## Collocazione
Biblioteca di Agraria, Pisa. E/AN 114
Altre biblioteche che lo posseggono:
- Biblioteca comunale Luciano Benincasa - Ancona - AN - [consistenza] 1 esemplare[1]
- Pubblica biblioteca arcivescovile Francesco Pacca - Benevento - BN[2]
- Biblioteca interdipartimentale di Ingegneria e Architettura. Biblioteca di Ingegneria "Gian Paolo Dore"  - Bologna - BO - [consistenza] 1 esemplare[3]
- Biblioteca della fondazione Giangiacomo Feltrinelli - Milano - MI[4]
- Biblioteca dell'Archivio di Stato di Milano - Milano - MI[4]
- Biblioteca del Seminario metropolitano Ludovico Antonio Muratori - Modena - MO[5]
- Biblioteca diocesana - Acerra - NA[5]
- Biblioteca del Seminario vescovile di Padova - della Facoltà teologica del Triveneto - dell'istituto filosofico Aloisianum  - Padova - PD - [consistenza] 1 esemplare[6]
- Biblioteca comunale Giosuè Carducci - Spoleto - PG - [consistenza] 2 esemplari[7]
- Biblioteca Nazionale Universitaria - Torino - TO[8]
- Biblioteca della Fondazione Luigi Einaudi - Torino - TO[9]
- Biblioteca dell'istituto sperimentale per la nutrizione delle piante. Sezione operativa di Torino - Torino - TO[10]
- Biblioteca civica Gianfranco Contini - Domodossola - VB - [consistenza] 1 esemplare[11]
- Biblioteca internazionale la Vigna - Vicenza - VI - [consistenza] 1 esemplare[12]